# Fernando Álvarez de Toledo y Herrera
Fernando Álvarez de Toledo y Herrera (m. Oropesa, 1462) fue el IV señor de Oropesa.

## Biografía
Fue hijo de García Álvarez de Toledo y Ayala, III señor de Oropesa, Jarandilla, Tornavacas, Cabañas y El Horcajo y de Juana de Herrera y Guzmán, hija de Garci Gonzales de Herrera, II Señor de Pedraza y María de Guzmán y Orozco
Intervino en la tala de la Vega de Granada y en 1445 juró los capítulos matrimoniales del rey Enrique IV de Castilla con Juana de Portugal, hermana del rey Alfonso V de Portugal.

## Matrimonios y descendencia
Contrajo un primer matrimonio con Mayor de Toledo, señora de Villa de Torre Menga, Pasarón y Garganta la Olla, hija de Fernando Álvarez de Toledo y Sarmiento, I conde de Alba de Tormes y de Mencía Carrillo, señora de Bercimuelle y Naharillos. Nacieron cuatro hijos de este matrimonio:
- García, que falleció siendo niño;[1]
- Francisca, casada con Gutierre de Solís, conde de Coria;[1]
- Elvira, la esposa del I conde del Risco;[1] y
- María, casada con Alfonso de Fonseca, señor de Coca y Alaejos.[1]

Su segundo matrimonio fue con Leonor de Zúñiga Manrique, viuda de Juan de Luna y Pimentel, hijo del condestable Álvaro de Luna, e hija de Álvaro de Zúñiga y Guzmán, I duque de Arévalo y I duque de Plasencia y de Leonor Manrique de Lara, hermana del I conde de Treviño.
De este segundo matrimonio, nacieron:
- Fernando Álvarez de Toledo y Zúñiga quien sucedió a su padre como V señor y I conde de Oropesa;
- Catalina Álvarez de Toledo y Zúñiga, casada con Juan de Silva y Castañeda,  III conde de Cifuentes.[1]